# گرابوویتسا (سینیتسا)
گرابوویتسا (به صربی: Grabovica) یک منطقهٔ مسکونی در صربستان است که در سینیتسا واقع شده‌است. گرابوویتسا ۴۴ نفر جمعیت دارد.